# Disarm
«Disarm» (с англ. — «Обезоруживаю») — песня американской альтернативной рок-группы The Smashing Pumpkins, написанная вокалистом и ритм-гитаристом коллектива Билли Корганом. Трек был выпущен в качестве третьего сингла со второго студийного альбома коллектива Siamese Dream и сумел попасть в чарт топ-20 хитов в Австралии, Великобритании и Канаде.

## Текст
Из-за строчки «cut that little child» (с англ. — «разрезан тот маленький ребенок»), BBC убрали концертную версию «Disarm» из программы Top of the Pops. По этой же причине композиция не имела особого успеха на британском радио. Корган отмечал, что песня повествует о его непростых отношениях с родителями в детстве.

## Выпуск
Песня достигла 11-й позиции в UK Singles Chart. В США песня не смогла попасть в Billboard Hot 100, но достигла пика на 48-й строке в чарте Hot 100 Airplay, а также попала на пятую позицию чарта Mainstream Rock Tracks и на восьмую в чарте Modern Rock Tracks.
Были выпущены две версии сингла. Каждая из них (Heart и Smile) была с разной обложкой и разными би-сайдами. Обратная сторона Heart включала в себя кавер-версии на классику рока 1970х годов. «Landslide» позднее была включена в сборник Pisces Iscariot, после чего стала активно транслироваться на американских радиостанциях Modern Rock, добившись третьего места в чарте. «Dancing in the Moonlight» успешно исполнялась  в Австралии, где попала в чарт Triple J Hottest 100 в 1994 году, в то время как сама «Disarm» в чарт не попала.
Британский 7-дюймовый сингл на пурпурном виниле включал в себя би-сайд «Siamese Dream». В 2005 году трек был включен в сборник Rarities and B-sides.

## Видеоклип
Видеоклип, снятый Джейком Скоттом, снят в чёрно-белых тонах. На протяжении всего видео участники группы проплывают на фоне фотографий дома; ближе к концу видео показываются видеоролики в цвете, показывающие мальчика играющего на улице. Видео впервые было показано в начале 1994 года на MTV и тут же получило широкую ротацию, став на месяц MTV Exclusive video. Год спустя видеоклип стал первым у Smashing Pumpkins, который был номинирован на премии MTV: MTV Video Music Award (альтернативное видео) и MTV Video Music Award (лучший монтаж).

## Список композиций
UK 7-inch vinyl single
1. «Disarm» – 3:17
2. «Siamese Dream» – 2:38

UK CD single 1 (Smile)
1. «Disarm» – 3:17
2. «Soothe» – 2:35
3. «Blew Away» – 3:31

UK CD single 2 (Heart)
1. «Disarm» – 3:17
2. «Landslide» – 3:10
3. «Dancing in the Moonlight» – 4:21

## Чарты
| Chart (1994)                        | Пик позиция |
| ----------------------------------- | ----------- |
| Австралия (ARIA)                    | 16          |
| Канада (RPM Top Singles)            | 13          |
| Новая Зеландия (Recorded Music NZ)  | 29          |
| Великобритания (OCC UK Singles)     | 11          |
| США (Billboard Radio Songs)         | 48          |
| США (Billboard Alternative Airplay) | 8           |
| США (Billboard Mainstream Rock)     | 5           |

| Чарт (1994)                        | Позиция |
| ---------------------------------- | ------- |
| Австралия (ARIA)                   | 88      |
| США (Billboard)                    | 28      |
| США Modern Rock Tracks (Billboard) | 29      |